# Hypomyces lactifluorum
Hypomyces lactifluorum är en svampart som först beskrevs av Ludwig David von Schweinitz, och fick sitt nu gällande namn av Tul. & C. Tul. 1860. Hypomyces lactifluorum ingår i släktet Hypomyces och familjen Hypocreaceae.   Inga underarter finns listade i Catalogue of Life.

## Källor

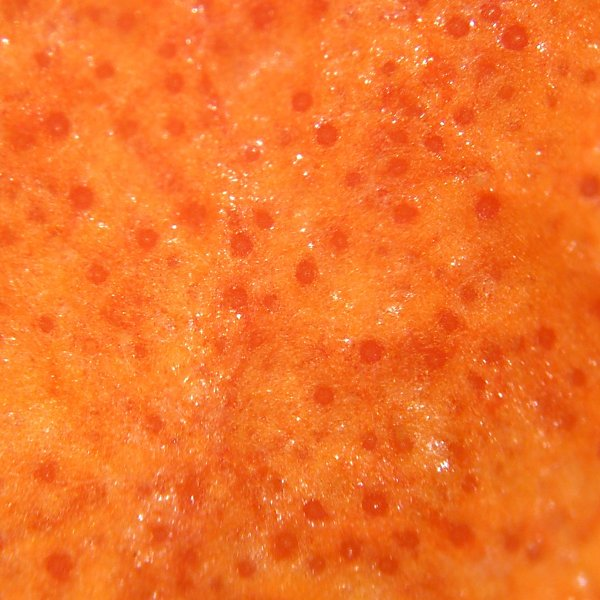
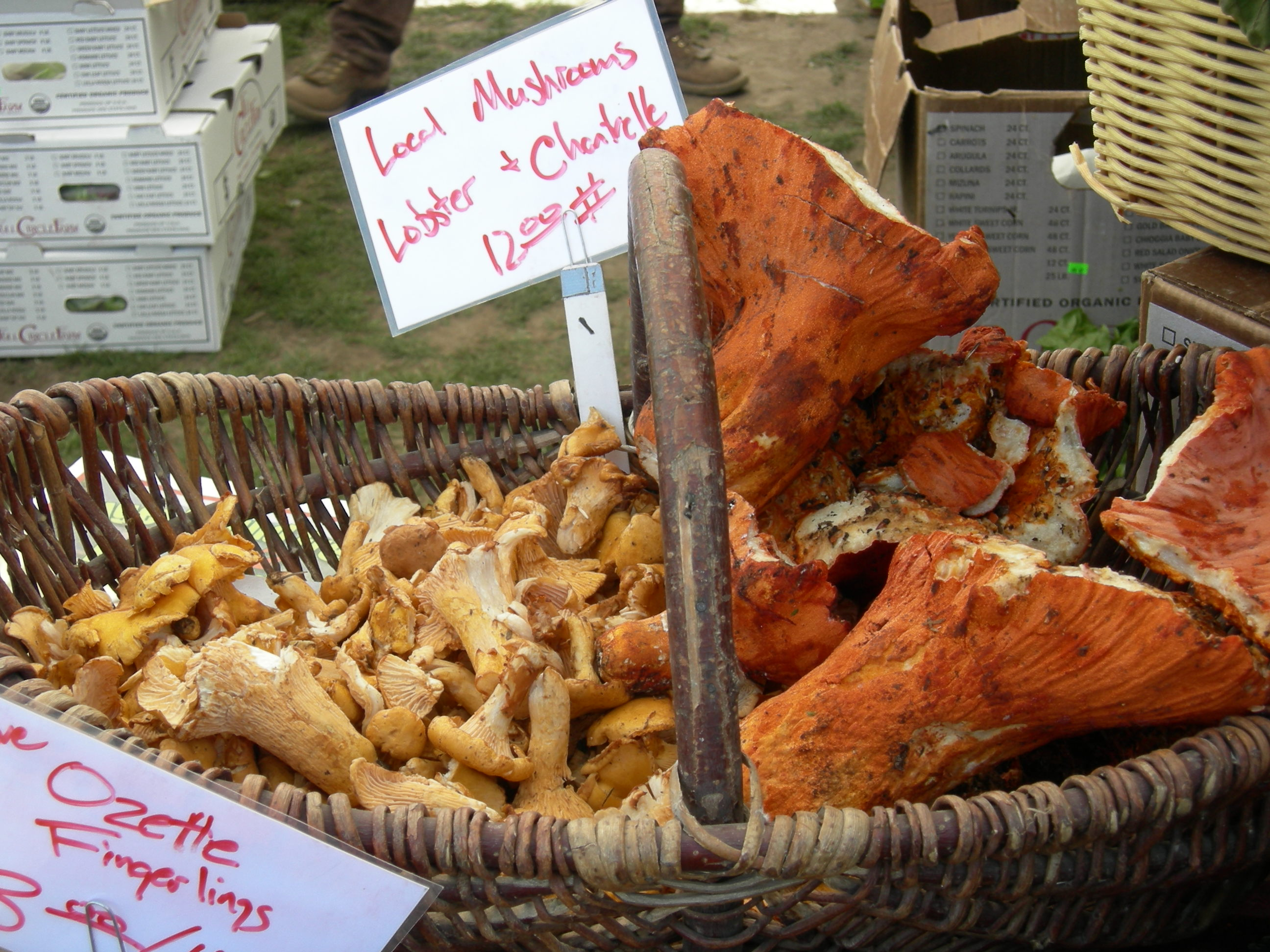